# María de Encío
María de Encío Taboada y Portal Camba y Ródenas (¿?-1603) fue una figura histórica del Chile colonial, conocida por su relación con el conquistador Pedro de Valdivia y por los cargos que enfrentó ante el Tribunal de la Inquisición. Es recordada principalmente por ser acusada de brujería y otros delitos que, aunque en su mayoría no fueron probados, la colocaron en el centro de uno de los casos más controvertidos de la época.

## Biografía
María de Encío nació en Galicia, España, y llegó a América en el siglo XVI. Su hermano, Juan de Encío, fue uno de los financistas de las expediciones de Pedro de Valdivia, lo que facilitó el vínculo entre ella y el conquistador. Según las fuentes, María habría sido amante de Valdivia, acompañándolo a Chile en 1549.
María se casó poco después con Gonzalo de los Ríos y Ávila Baena Mendoza Enríquez de Cisneros, un capitán cercano a Valdivia, en un matrimonio que fue generosamente dotado con tierras y encomiendas. Este matrimonio, uno de los más acaudalados de la época, incluyó propiedades significativas, como el primer ingenio azucarero en Chile.

### Acusaciones y Procesos Judiciales
En 1579, María de Encío fue arrestada y encarcelada por el Tribunal de la Inquisición en Lima, acusada de diversos delitos, entre ellos brujería y superstición. Los cargos incluyeron maltrato a indígenas, consulta de adivinaciones con indias, justificación del aborto, bigamia y la lectura de manos. En su defensa, María negó la mayoría de los cargos, pero confesó algunos actos menores, como haber llevado una raíz colgada en el pecho para que su esposo la quisiera más y haber consultado a una india sobre el destino de su hijo desaparecido en la guerra.
Los testimonios presentados contra ella fueron, en su mayoría, de personas enemistadas con María, lo que debilitó las acusaciones. Finalmente, fue condenada a abjurar, una forma de retractación menor, y a pagar mil pesos ensayados, además de cumplir con penitencias espirituales. Su proceso se extendió más de lo esperado, en parte debido a la demora de su esposo en enviarle dinero para su defensa, dejándola encarcelada durante más tiempo del necesario.

## Muerte y Legado
María de Encío regresó a Chile después de su proceso y continuó siendo una figura controvertida. Se rumoreaba que había asesinado a su esposo Gonzalo de los Ríos al verterle mercurio caliente por el oído mientras dormía, aunque nunca se comprobó este delito. Finalmente, María murió en 1603, declarándose pecadora y pidiendo un entierro cristiano con todos los honores.
Como abuela paterna de la famosa Catalina de los Ríos y Lisperguer, La Quintrala, María de Encío forma parte de una compleja historia familiar que ha sido asociada con la riqueza, el poder y la polémica en la sociedad colonial chilena. Su vida y sus acusaciones reflejan las tensiones y desafíos que enfrentaban las mujeres en la época, especialmente aquellas que se desviaban de las normas sociales y religiosas establecidas.